# Хексцентрик
Хексцентрикът е съоръжение от екипировката за алпинизъм и скално катерене, използвано за осигуровка на катерачите при падане.
Представлява куха ексцентрична 6-стенна призма. По същество е разновидност на клемите, но има по-универсални функции и позволява употреба в по-широки цепнатини. Малките размери обикновено са с фабрично пломбирана примка от стоманено въже, докато по-големите имат отвори, през които се прекарва въжена примка или лента.
Произвеждат се от много фирми, а размерите им варират от 10 mm до 100 mm. Страните им могат да бъдат плоски или закръглени, въпреки че принципът на действие е един и същ независимо от формата им. Отсъствието на остри ъгли при заоблените модели прави по-лесно изваждането им от скалните цепнатини.
Оригиналният хексцентрик е изобретен от Айвън Шойнард и Том Фрост. Те подават заявление за патент в САЩ през 1974 г. и го получават на 6 април 1976 г. . Произвеждат се от Chouinard Equipment Ltd – фирма на Шойнард, до 1989 г., когато тя фалира и продава дизайна на Black Diamond Equipment. Хексцентриците се произвеждат и предлагат с почти неизменен дизайн до днес.